# Holjapyx diversiunguis
Holjapyx diversiunguis är en urinsektsart som först beskrevs av Filippo Silvestri 1911.  Holjapyx diversiunguis ingår i släktet Holjapyx och familjen Japygidae. Inga underarter finns listade i Catalogue of Life.